# Takamasa Sakai
Takamasa Sakai (酒井 貴政 Sakai Takamasa?), född 18 maj 1988 i Hiroshima prefektur, är en japansk före detta fotbollsspelare.
Sakai började sin karriär 2011 i Kataller Toyama. 2012 flyttade han till Kamatamare Sanuki. Han avslutade karriären 2012.